# Jezioro Trzcinieckie
Jezioro Trzcinieckie lub Olszanowskie Małe (niem. Kl. Zinn-See) – leśne jezioro położone na północnym skraju Pojezierza Północnokrajeńskiego, na obszarze wsi Biernatka w gminie Czarne, o ogólnej powierzchni 5,5 ha. Jezioro jest położone tuż obok jeziora Olszanowskiego po stronie południowo-zachodniej.

## Zagospodarowanie
Jezioro jest przeznaczone na cele wędkarsko-rekreacyjne. Wody jeziora w 2019 roku były zarządzane przez Polski Związek Wędkarski w Słupsku. Nad jeziorem nie ma żadnego strzeżonego kąpieliska i jest ono wykorzystywane w celach wędkarskich. Akwen bywa obierany na organizowanie zawodów i imprez wędkarskich. W jeziorze można złowić liny, karpie, szczupaki, sandacze, płocie, wzdręgi, sumy i leszcze.